# Chevilly-Larue
Chevilly-Larue este un oraș situat în arondismentul L'Haÿ-les-Roses, departamentul Val-de-Marne, în regiunea Île-de-France, Franța. Orașul se află la 6 km de Paris, la Sud-Est de acesta, la confluența drumurilor naționale franceze RN 7 și RN 187, la mică distanță de Aeroportul Internațional Orly și de cel mai mare centru comercial al Europei, La Belle Épine.
Primar al orașului Chevilly-Larue este domnul Christian Hervy, ales pentru perioada (2001 - 2008), iar la alegerile din anul 2008, a fost reales pe perioada 2008 - 2014. Din mai 2014 doamna Stéphanie Daumin îndplinește funcția de Primar al orașului.

## Situarea geografică
Are următoarele coordonate geografice:
- Latitudine: 48°45'59" N.
- Longitudine: 2°25'12" E. 
Altitudinea variază între 83 m (min.) și 94 m (max).
Suprafața este de 4,22 km². Populația orașului era, la recensământul din 1999, de 18.149 de locuitori, densitatea populației fiind de 4.301 loc./km². 
Comune (localități) limitrofe: L'Haÿ-les-Roses, care este centrul arondismentului, Fresnes, Rungis, Thiais și Vitry-sur-Seine.

## Economia
Orașul Chevilly-Larue are peste 1.400 de întreprinderi, cu peste 10.000 de angajați. O altă parte din populația activă lucrează la Paris, precum și în alte localități apropiate.

### Transporturi
În prezent orașul Chevilly-Larue nu este servit de niciun mijloc de transport pe cale ferată (Métro Parisien, R.E.R). Cea mai apropiată stație de metrou este Villejuif - Louis Aragon, situată în comuna vecină, Villejuif, pe linia a 7-a a Metroului Parizian, la 2,3 kilometri depărtare de centrul orașului Chevilly-Larue. 
Ca urmare a reintroducerii tramvaiului la Paris, după aproape 70 de ani, (tramvaiul parizian fusese suprimat în anul 1937), prin proiectul de instalare a unei linii de tramvai de la Paris, până la Rungis și la Aeroportul Orly, trecând prin Chevilly-Larue, se prevede o dezvoltare accelerată a vieții economice a orașului, în continuare.
Tramvaiul T7 a fost inaugurat și pus în serviciu la 16 noiembrie 2013, legând „Villejuif Louis Aragon”, punct terminus al liniei 7 de metrou și polul de schimb autobuz - tramvai de la Athis-Mons. Servește cinci stații din comună: Domaine Cherioux, Moulin Vert, Bretagne, Auguste Perret și Porte de Thiais.  
La sfârșitul lui 2010, un proiect, privitor la prelungirea liniei 14 de metrou și la implantarea a două stații în localitate, a fost pus în discuție. Acest proiect a fost, de altfel, adoptat ca parte a proiectului Grand Paris Express; orașul va fi deservit, până în 2027, de două stații de metrou: MIN porte de Thiais la sud și Chevilly Trois Communes situată în L'Haÿ-les-Roses la nord.

## Demografie
Numărul locuitorilor orașului a evoluat, în general, ascendent. La sfârșitul Revoluției franceze (1789-1794), în anul 1794, în oraș erau 294 de locuitori, în anul 1901, erau 832 de locuitori, în 1936, erau 3.332 de locuitori, în 1946 (după război) erau 3.102 locuitori, în anul 1968, erau 16.168 de locuitori, în 1990, erau 16.223 de locuitori, iar în anul 1999, populația orașului ajunsese la 18.149 de locuitori.

## Istorie
Un vitraliu care îl reprezintă pe părintele Jacques-Désiré Laval evanghelizându-i pe « Dragii săi Negri » din insula Mauritius, în franceză Île Maurice, este situat în capela congregației Sfântului Spirit din Chevilly-Larue (12, rue du Père Mazurié).

## Listă a primarilor
| Prenumele și numele       | Formațiunea politică | Începerea mandatului | Încetarea mandatului de primar |
| ------------------------- | -------------------- | -------------------- | ------------------------------ |
| Paul Hochart              | RPF                  | 1944                 | 1963                           |
| Gabriel Alexandre Chauvet | UNR                  | 1963                 | martie 1977                    |
| Guy Pettenati             | PCF                  | martie 1977          | noiembrie 2002                 |
| Christian Hervy           | PCF                  | ianuarie 2003        | mai 2014                       |
| Stéphanie Daumin          | PCF                  | mai 2014             | 2020                           |

## Orașe înfrățite
1. Victoria, județul Brașov, Transilvania, România, din 1994;
2. Hochdorf (Freiburg, Germania), (în Munții Pădurea Neagră);
3. Martorell (Catalonia, Spania);
4. Pougne-Hérisson (Franța - Deux-Sèvres). Fără să fie înfrățit, în termeni preciși cu acest orășel, care s-a autoproclamat „Buricul Pământului”, orașul Chevilly-Larue întreține cu acesta relații foarte prietenești, la Chevilly-Larue fiind instalată „Casa Poveștilor”.

Orașul întreprinde acțiuni de cooperare internațională cu:
- Dieuk, Mauritania
- Yên Bái, Vietnam